# ویازوفکا (شهرستان داولکانوفسکی، باشقیرستان)
ویازوفکا (انگلیسی: Vyazovka, Davlekanovsky District, Republic of Bashkortostan) یک شهرک در شهرستان داولکانوفسکی در استان باشقیرستان کشور روسیه است.